# American Psychoanalytic Association
L'American Psychoanalytic Association (Associazione psicoanalitica americana, APsA) è un'associazione scientifica e professionale di psicoanalisti statunitensi, focalizzata sulla ricerca, formazione e sviluppo dei propri membri.
L'APsA include 34 istituti di formazione  e 38 società affiliate. Consente a singoli professionisti della salute mentale, accademici e ricercatori che non siano affiliati a un istituto o a una società psicoanalitica particolari di farne parte come membri associati. Le riunioni biennali dell'associazione si tengono a febbraio e giugno. Nel corso di esse membri si riuniscono per scambiare idee, presentare ricerche e discutere questioni di formazione e appartenenza. L'APsA ha oltre 3.000 membri, tra cui psichiatri, psicologi clinici e psicologi sperimentali e assistenti sociali.

## Storia
L'APsA fu fondata nel 1911 dal neurologo e psicoanalista gallese Ernest Jones, con il supporto di Sigmund Freud. Altri fondatori dell'organizzazione furono: Adolf Meyer, James Jackson Putnam, G. Lane Taneyhill, John T. MacCurdy, Trigant Burrow e G. Alexander Young.
L'APsA è la seconda più antica organizzazione psicoanalitica americana, preceduta dalla New York Psychoanalytic Society, che fu fondata pochi mesi prima da Abraham Arden Brill.

## Adesione
Dalla sua fondazione nel 1911 fino al 1989, l'appartenenza all'associazione era riservata ai soli medici. AA Brill suggerì questa limitazione poiché era convinto che la psicoanalisi potesse ottenere accettazione in America solo se fosse stata presentata come trattamento per un disturbo medico. L'APsA mantenne questa posizione anche dopo che la psicologia clinica aveva ottenuto il riconoscimento di professione sanitaria. Di conseguenza, molti membri di professioni sanitarie riconosciute, in particolare psicologi clinici, furono esclusi non solo dall'appartenenza all'American Psychoanalytic Association, ma anche dalla formazione nei suoi istituti. Durante e dopo la Seconda guerra mondiale, l'istruzione e la formazione professionali psicoanalitica erano fruibili anche al di fuori degli istituti dell'APsA. Tutti coloro che frequentarono quei programmi educativi, persino i medici, non poterono iscriversi all'associazione.
Negli anni '80, i membri dell'American Psychological Association vinsero contro l'APsA una causa legale che contestava queste politiche. Nel 1989, l'APsA, insieme all'International Psychoanalytical Association e alla New York Psychoanalytic Society and Institute, accettarono di ammettere coloro che non erano medici alla stessa formazione del personale medico.

## Relazione con la comunità LGBTQ
Nel 1991 l'APsA divulgò una dichiarazione che autorizzava la formazione di psicoanalisti gay. Nel 1992 vietò la discriminazione delle persone omosessuali nella selezione del corpo docente. Nel 2019 l'APsA si scusò per aver trattato l'omosessualità come una malattia mentale.